# موري كلاين
موري كلاين (بالإنجليزية: Maury Klein)‏ هو مؤلف ومؤرخ وكاتب أمريكي، ولد في 14 مارس 1939 في ممفيس في الولايات المتحدة.